# Головчак мальвовий
Головчак мальвовий або головчак малий рожаний (Pyrgus malvae) — вид денних метеликів родини головчаки (Hesperiidae).

## Поширення
Вид поширений у Європі, Туреччині, Середній Азії, у помірному поясі Північної Азії до Кореї.
В Україні трапляється у лісовій та лісостеповій зонах, Закарпатті, Карпатах та у Криму. Відсутній у степовій зоні. Фото див. на сайті UkrBIN.

## Опис
Розмах крил 20-26 мм; довжина переднього крила 11-13 мм. Верхня сторона крил коричнево-сіра або темно-коричнева, іноді з зеленуватим відтінком, з білими плямами. Базальні плями переднього крила примикають один до одного або злиті в одну пляму; плями постдискального ряду великі; діскальні плями дрібні. Нижня сторона передніх крил коричнево-сіра, з трьома чіткими білими плямами біля зовнішнього краю.

## Спосіб життя
Вид трапляється на луках, узліссях, лісових полянах, обабіч доріг, по берегах річок та озер. Метелики літають з квітня по серпень. Самиці відкладають яйця по одному на кормові рослини. Кормовими рослинами гусениць є перстач (Potentilla recta, P. pedata, Р. erecta, Р. argentea, Р. reptans), вовче тіло болотяне (Comarum palustre), суниця лісова (Fragaria vesca), парило звичайне (Agrimonia eupatoria), малина (Rubus idaeus), ожина (Rubus caesius), калачики лісові (Malva sylvestris), в'язіль барвистий (Securigera varia) тощо.